# Petit-Gravier
Petit-Gravier of Presqu'île Petit-Gravier is een schiereiland en natuurgebied in de Belgische gemeente Wezet. Het schiereiland ligt ten oosten van de sluizen van Ternaaien op de westoever van de Maas bij Klein-Ternaaien.

## Geschiedenis
Op grond van het Verdrag van Londen van 1839 hoorde dit gebied, dat indertijd aan de oostzijde (Nederlandse kant) van de Maas lag, bij het Koninkrijk der Nederlanden. Door het rechttrekken van de Maas tussen 1970 en 1979 was Presqu'île Petit-Gravier een schiereiland geworden aan de westkant van de Maas, geïsoleerd van Nederland omdat er geen brug over de Maas tussen het Belgische Ternaaien en het Nederlandse Eijsden bestaat. Hetzelfde gold omgekeerd voor het grotere noordelijker gelegen Presqu'île de l'Ilal (bij Oost-Maarland) en het zuidelijker gelegen Presqu'île d'Eijsden (bij de haven van Eijsden). In 2016 spraken vertegenwoordigers van de Belgische (Waalse) en Nederlandse overheden af de grens te wijzigen, zodat deze drie gebieden worden geruild tussen enerzijds Wezet in België en anderzijds Eijsden-Margraten in Nederland. Op 1 januari 2018 werd de wijziging van kracht.